# Les Pennes-Mirabeau
Les Pennes-Mirabeau – miejscowość i gmina we Francji, w regionie Prowansja-Alpy-Lazurowe Wybrzeże, w departamencie Delta Rodanu.
Według danych na rok 1990 gminę zamieszkiwało 18 599 osób, a gęstość zaludnienia wynosiła 553 osoby/km² (wśród 963 gmin regionu Prowansja-Alpy-W. Lazurowe Les Pennes-Mirabeau plasuje się na 37. miejscu pod względem liczby ludności, natomiast pod względem powierzchni na miejscu 294.).